# Scylliogaleus quecketti
Scylliogaleus quecketti är en hajart som beskrevs av George Albert Boulenger 1902. Scylliogaleus quecketti ingår i släktet Scylliogaleus och familjen hundhajar. IUCN kategoriserar arten globalt som sårbar. Inga underarter finns listade i Catalogue of Life.